# Ромашкан, Зигмунд

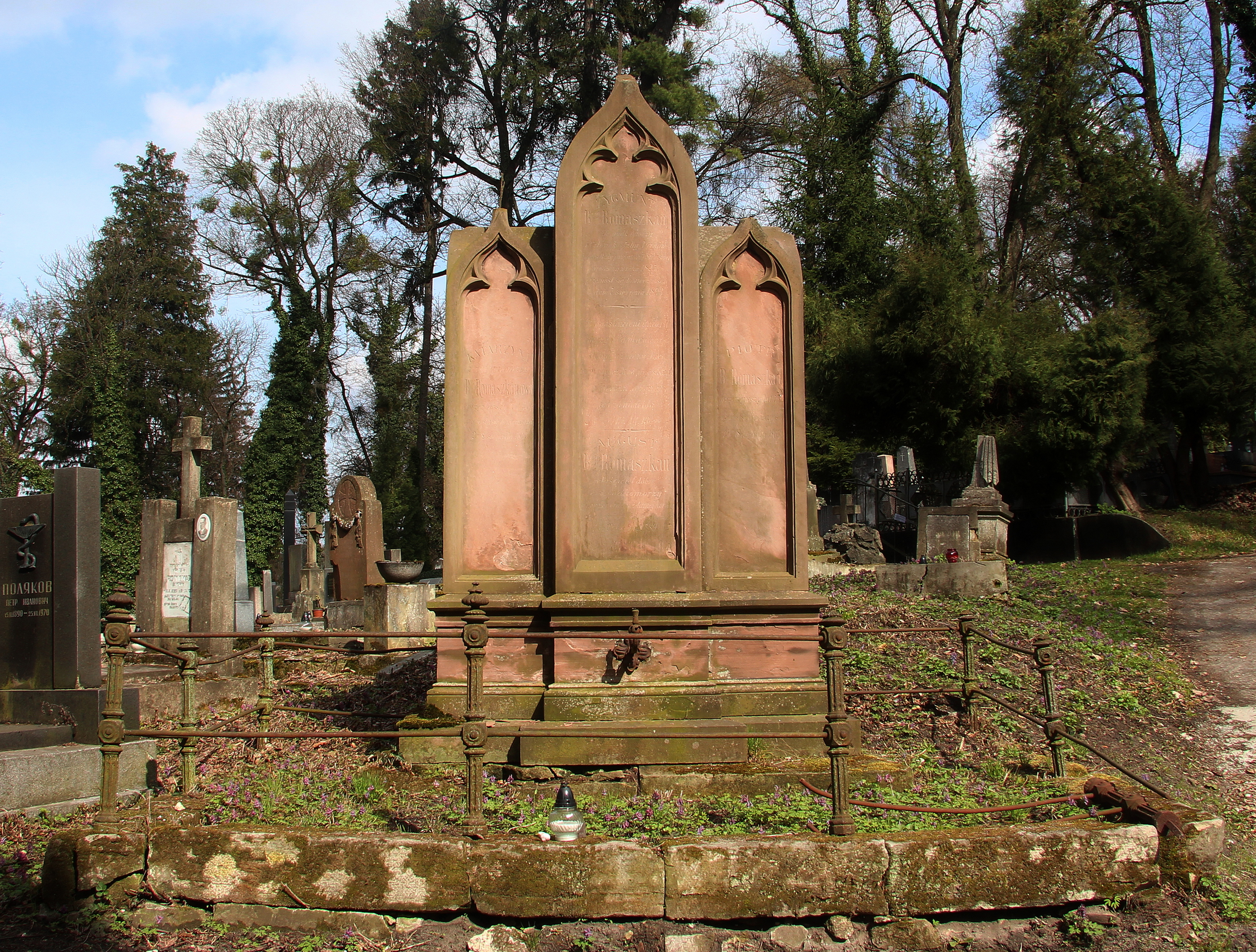
Захоронения семьи Ромашкан во Львове

Барон Зигмунт Ян Пий Ромашкан-Киркорович (5 мая 1825, Львов — 7 августа 1893, Львов) — помещик, общественный и экономический деятель, член Палаты господ рейхсрата Австро-Венгрии.

## Биография
Окончил юридический факультет Львовского университета. В 1847—1850 годах работал писарем-стажёром в Галицкой губернии.
Помещик, с 1851 года владелец поместья Угерско, переданного ему отцом, а с 1858 года поместья Добряны, Пятничаны, Вовня с Волицейи Глинка в районе г. Стрый, после смерти своего брата Августа в 1889 году, он также принял во владение имущество Остапье в уезде Скалка. Ему также принадлежал кирпичный завод Штиллеровка во Львове.
С 30 июня 1853 года член, с 1869 года член Дрогобычско-Стрыйского отделения, с 1875 года Стрыйского отделения (председателем которого он был в 1876—1877, 1879 годах), с 1883 года Дрогобычско- Стрыйского отделения Галицкого фермерского общества (1853—1893). Председатель (1870—1893) Стрыйско-Дрогобицкого уездного отдела Галицкого поземельного кредитного общества. Член наблюдательного совета Галицкого крестьянского кредитного учреждения во Львове (1871—1873, 1877—1883) и Общего Галицкого страхового общества во Львове (1874—1877). Участник Национального казино во Львове.
Характеризуя Зигмунта и его брата Августа, Казимир Хлендовский, который не любил Ромашканов, писал на страницах своего дневника: двое, во-первых, Ромашканы, были очень известные во Львове фигуры, двое черных, невысоких, толстяков, старых холостяков: один Зигмунт, прозванный Зизио, финансист, председатель Крестьянского Банка, который, как говорили, был в шкуре бедняка, второго августа, переминался, как утка с ноги на ногу, бездельник, сплетник, сибарит. Вечером Зизио сидел в дворянском казино и был источником всех новостей. Август, у которого были другие пристрастия, остался с госпожой С., женой служащего Крестьянского банка, очень красивой брюнеткой, где он завел домашнюю кукушку.
Член Стрыйского поветового совета (1867—1874, 1881—1893) и председатель Стрыйского поветового отдела (1881—1893). Член Национальной комиссии по выкупу и устройству земельных весов (1888—1893). Пожизненный член Палаты лордов Государственного совета Австрии (31 октября 1892 — 7 августа 1893). Его назначение вызвало всеобщее удивление. Тогдашняя галицийская пресса упоминала о «темных пятнах», связанных с его экономической деятельностью, а само выдвижение приписывала влиянию бывшего министра по делам Галиции Филипа Залеского. Мемуарист Мариан Роско Богданович указывал, что назначению Ромашкана предшествовала передача его имущества Остапии в пользу сына Филиппа — Вацлава Залесского. После его смерти поместья (кроме Остапио) перешли во владение Франтишека Ромашкана (1851—1926). Он также завещал Учебно-научному учреждению имени доктора Юзефа Торосевича.
Он умер от заражения крови. Похоронен на Лычаковском кладбище во Львове.

## Знаки отличия и награды
Вместе с отцом получил от императора 22 августа 1857 года наследственный титул барона (диплом датирован Веной 3 января 1858 года). С 1892 года австрийский камергер.

## Семья
Он родился в армянской помещичьей семье из Молдавии, чье дворянство было подтверждено 8 июля 1789 года. Он был сыном Петра Ромашкана (1790—1863) и Катажины, урожденной Болоз-Антоневич (1803—1847). У него были братья и сестры: сестра Каролина Сабина (род. 1822), жена Эдуарда Адама Коморовского (1810—1865) и брат Август Юзеф Мария (1827—1889). Он не создал семью.